# Erich Miß
Erich Miß (* 16. März 1948 in Wuppertal) ist ein ehemaliger deutscher Fußballspieler. Er bestritt von 1972 bis 1977 als Abwehrspieler für die Vereine Wuppertaler SV und VfL Bochum insgesamt 110 Spiele in der Bundesliga (ein Tor) und von 1976 bis 1980 für Wuppertal 126 Spiele in der 2. Bundesliga Nord (drei Tore).

## Karriere
Miß begann seine Laufbahn 1967 beim Wuppertaler SV in der Regionalliga West. Der Nachwuchsspieler debütierte unter Trainer Kuno Klötzer am 3. Dezember 1967, beim Heimspiel gegen Eintracht Gelsenkirchen, in der Regionalliga. Er spielte in der bis dato erfolgreichsten Zeit des Vereins. Insgesamt absolvierte der aus der eigenen Jugendabteilung gekommene Defensivspieler von 1967 bis 1972 in der Regionalliga West für die Mannschaft vom Stadion am Zoo 112 Ligaspiele und erzielte dabei zwei Tore. So war er Teil der Aufstiegsmannschaft 1971/72 als sich der WSV in der Aufstiegsrunde mit 16:0 Punkten und dem Torverhältnis von 26:5 Zählern überlegen gegen den VfL Osnabrück, Borussia Neunkirchen, FC Bayern Hof und Tasmania Berlin durchsetzte. Die Regionalliga-Meisterschaft im Westen hatten Miß und Kollegen zuvor mit 60:8 Punkten und 111:23 Toren vor Rot-Weiss Essen und Fortuna Köln für sich entschieden. Mittelstürmer Günter Pröpper hatte dabei 52 Tore erzielt.
In der ersten Bundesligasaison 1972/73 belegte der Aufsteiger hinter dem FC Bayern München, 1. FC Köln und Fortuna Düsseldorf mit Trainer Horst Buhtz den vierten Platz und hatte sich damit für den UEFA-Cup (heute UEFA Europa League) qualifiziert. Erich Miß (33-0) bildete dabei überwiegend mit Manfred Cremer (33-5), Emil Meisen (31-0) und Manfred Reichert (34-2) die defensive Absicherung der Angreifer Heinz-Dieter Lömm, Gustav Jung und von "Meister-Pröpper". Miß debütierte mit seinen Mannschaftskollegen am Starttag der Runde 1972/73, am 16. September 1972, mit einem 2:0-Heimerfolg gegen den 1. FC Kaiserslautern in der Bundesliga. Im UEFA-Cup erlebte Miß die zwei Spiele im September/Oktober 1973 gegen den polnischen Vertreter Ruch Chorzów. Chorzow setzte sich aber durch den 4:1-Heimerfolg gegen Wuppertal durch, deren 5:4-Sieg im Rückspiel die Wende nicht mehr ermöglichte.
1975 wechselte Miß zum VfL Bochum, bevor er 1976 wieder zum Wuppertaler SV zurückkehrte, der zu diesem Zeitpunkt in der 2. Bundesliga Nord spielte. In diese Zeit fiel auch die legendäre Bundesligabegegnung gegen den FC Bayern München, als Bochum nach einer 4:0-Führung noch 5:6 verlor.

## Sonstiges
Traurige Berühmtheit erlangte Miß, als er am 5. August 1978 im DFB-Pokalspiel gegen Borussia Mönchengladbach bei einem Zweikampf Berti Vogts schwer verletzte, der daraufhin seine Karriere beenden musste.